# Idealne połączenie
Idealne połączenie – singel polskiego rapera Young Igiego oraz rapera Jana-Rapowanie z albumu studyjnego Skan myśli. Singel został wydany 2 października 2019 roku. Tekst utworu został napisany przez Igora Ośmiałowskiego i Jana Stanisława Pasula.
Nagranie uzyskało certyfikat złotej płyty w 2021 roku.
Singel zdobył ponad 3 miliony wyświetleń w serwisie YouTube (2023) oraz ponad 6 milionów odsłuchań w serwisie Spotify (2023).

## Nagrywanie
Utwór został wyprodukowany przez Hubiego i Michała Graczyka. Tekst do utworu został napisany przez Igora Ośmiałowskiego i Jana Stanisława Pasula.

## Twórcy
- Young Igi, Jan-Rapowanie – słowa[1]
- Igor Ośmiałowski, Jan Stanisław Pasul – tekst[1][2]
- Hubi, Michał Graczyk – produkcja[1][2]